# برج العرب (عكار)
برج العرب  هي قرية لبنانية من قرى قضاء عكار في محافظة الشمال. تقع في تجمع للقرى يسمى الهضبات.تعتبر برج العرب منطقة اقتصادية بامتياز فهية بوابة عكار وأيضا" منطقة استراتجية لانها نقطة تواصل بين الجبل والساحل.